# Canto de las ballenas

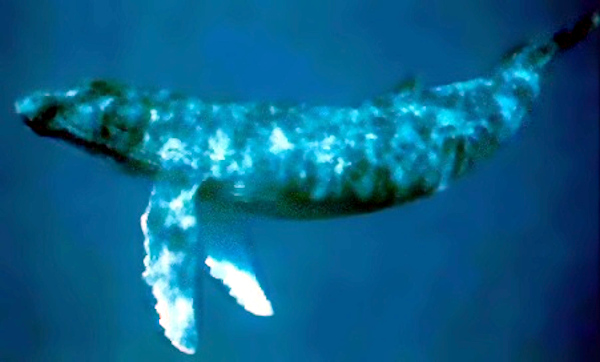
Las ballenas yubartas son bien conocidas por su canto.

El canto de las ballenas es la colección de sonidos que emiten las ballenas para comunicarse. Por ejemplo, la palabra "canto" se emplea en particular para describir el patrón de sonidos predecibles y repetitivos que emiten ciertas especies de ballenas (especialmente la ballena yubarta) de una manera que se asemeja al canto de los humanos, según los cetólogos.
Los procesos biológicos utilizados para producir el sonido varían de una familia de cetáceos a otra. Sin embargo, todas las ballenas, delfines y marsopas son mucho más dependientes del sonido para comunicarse y sentir que los mamíferos terrestres porque la absorción de la luz por el agua hace difícil la visión, ya que el movimiento de las partículas en el agua es relativamente más lento comparado con el aire. Además disminuye la efectividad del sentido del olfato. 
Por otra parte, la comunicación auditiva es muy efectiva dentro del agua por razones físicas. En un medio gaseoso, como el aire, la energía de las vibraciones se disipa rápidamente a causa de su elasticidad, y el sonido se atenúa enseguida con la distancia. En los líquidos, que son más densos, el sonido se propaga a una velocidad mucho mayor, 1.500 m/s en el agua frente a 340 m/s en el aire; y siendo como son incompresibles (no varían apenas en densidad con la presión) se atenúa menos intensamente. Los cetáceos pueden así comunicarse a distancias enormes.
Los cetáceos tienen un sentido del oído muy elaborado, que incluye la habilidad de detectar con mucha precisión la dirección de procedencia de los sonidos. Lo aprovechan, sobre todo los delfines, para practicar la ecolocalización, emitiendo sonidos de cuyo reflejo se averigua la distancia y forma de los objetos circundantes. La forma globosa de la cabeza de cachalotes o delfines se debe a la existencia de un mecanismo de amplificación del sonido, el melón. Actualmente hay preocupación entre los ambientalistas por el aumento del ruido en los océanos debido a la pesca, porque se piensa que los humanos podemos estar acabando con el silencio característico del hábitat marino. Por esta razón se ha reclamado la interrupción del uso de sonares destinados a la investigación científica y la vigilancia militar. Recientemente (2004) se ha decidido suspender el empleo militar del sonar activo en Canarias, tras comprobarse su relación con el varamiento de cetáceos consecutivo a maniobras navales realizadas en 2002.

## Producción del sonido

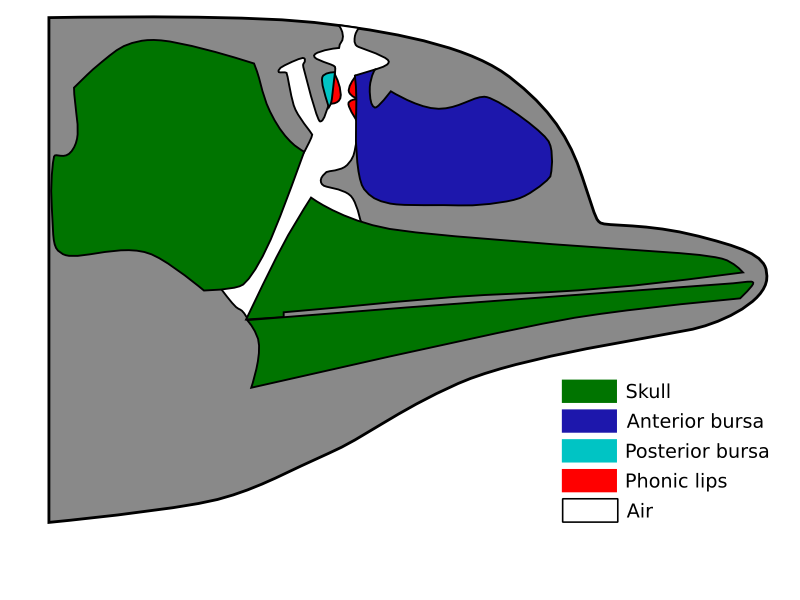
Esquema de una cabeza de delfín mostrando las regiones involucradas en la producción de sonido. Esquema rediseñado a partir de Cranford (2000).

Los seres humanos producen sonido al expeler aire a través de la laringe. Las cuerdas vocales dentro de la laringe se abren o cierran según sea necesario para separar la corriente de aire en paquetes discretos. Estos paquetes son moldeados por la garganta, la lengua y los labios para formar el sonido deseado.
La producción de sonido en los cetáceos difiere marcadamente de este mecanismo. El mecanismo preciso es diferente en los dos grupos de cetáceos: los odontocetos (cachalotes y delfines) y los misticetos (ballenas barbadas, incluyendo las más grandes, como la ballena azul).

### Producción del sonido en las ballenas dentadas
El espectro tonal de las ballenas dentadas consiste en sonidos o silbidos de alta frecuencia; las secuencias largas de sonidos que se conocen clásicamente como canto de las ballenas no existen en este grupo. Los sonidos cortos (“clics”) se utilizan generalmente para la detección mediante sonar (ecolocalización), las secuencias tonales para la comunicación. Por esto en las manadas de delfines se genera un caos de sonidos que a veces se compara con el fondo sonoro de niños en una guardería. Sin embargo,  se conoce muy poco del significado de cada una de las secuencias tonales. 
Los sonidos mismos se generan al pasar aire por unas estructuras tridimensionales en la cabeza que corresponden a las fosas nasales humanas y que se conocen por la denominación inglesa de “phonic lips”. Todas las ballenas dentadas, con excepción del cachalote, poseen dos pares de estos “labios” que les permiten generar dos sonidos al mismo tiempo. Las vibraciones generadas en los “phonic lips” son conducidas a la cabeza del animal. Aquí se forma el sonido, que es emitido en la dirección apropiada para permitir la localización por reflexión (ecolocalización).

### Niveles del sonido en las ballenas dentadas
El rango de frecuencias de las ballenas dentadas va desde 40 Hz a 325 kHz. He aquí una lista de los niveles más comunes. 
| Origen                                                   | Nivel de origen de banda (dB re 1 {\displaystyle \mu }Pa a 1m) |
| -------------------------------------------------------- | -------------------------------------------------------------- |
| Chasquido de cachalote                                   | 163-223                                                        |
| Chasquido de ecolocalización de la beluga                | 206-225 (de pico a pico)                                       |
| Chasquido de ecolocalización del delfín de hocico blanco | 194-219 (de pico a pico)                                       |
| Ráfagas de pulsos del delfín girador                     | 108-115                                                        |
| Silbidos del delfín mular                                | 125-173                                                        |

### Producción del sonido en las ballenas barbadas
Las ballenas barbadas no poseen los “phonic lips”. En su lugar tienen una laringe, que aparentemente desempeña un papel importante en la generación de los sonidos, pero carece de cuerdas vocales. Hasta ahora se desconoce el mecanismo exacto de la generación de los sonidos, pero tiene que divergir mucho del mecanismo en los humanos. Las ballenas no necesitan un proceso de espiración para generar los sonidos. 
La mayor parte de las ballenas barbadas cantan en una banda de frecuencias entre 15 y 20 hercios. En un reportaje en la revista “New Scientist” se menciona, sin embargo, una ballena cuyo canto se conoce desde hace 12 años y que eligió una frecuencia de 52 Hz. La ballena nunca ha sido vista. Los científicos concuerdan en que se tiene que tratar de una ballena barbada. No obstante, hay discrepancia acerca de si pertenece o no a una especie desconocida hasta ahora.

### Niveles del sonido en las ballenas barbadas
El rango de frecuencias producido por las ballenas barbadas va de los 10 Hz a los 31 kHz. He aquí una lista de los niveles más usuales.
| Origen                                       | Nivel de origen de banda (dB re 1 {\displaystyle \mu }Pa a 1m) |
| -------------------------------------------- | -------------------------------------------------------------- |
| Gemidos del rorcual común                    | 155-186                                                        |
| Gemidos de la ballena azul                   | 155-188                                                        |
| Gemidos de la ballena gris                   | 142-185                                                        |
| Tonos, gemidos y cantos de la ballena boreal | 128-189                                                        |

## Propósito de los sonidos creados por las ballenas
Mientras que los complejos e inolvidables sonidos de la ballena yubarta (y de algunas ballenas azules) se cree que se utilizan principalmente en la selección sexual (ver sección más abajo), los sonidos más simples de otras ballenas tienen usos muy diversos. En tanto que las ballenas dentadas (incluyendo la orca) son capaces de emplear la ecolocalización (esencialmente, la emisión ultrasónica de olas sonoras) para detectar muy precisamente el tamaño y naturaleza de los objetos, las ballenas barbadas no tienen esta capacidad. A diferencia de otros vertebrados marinos, como por ejemplo los tiburones, el sentido del olfato de la ballena no está muy desarrollado. Por eso, y por la pobre visibilidad de los ambientes acuáticos y el hecho de que el sonido viaja bien bajo el agua, los sonidos audibles por seres humanos desempeñan un papel en la vida de esas ballenas. Por ejemplo, la profundidad del agua o la existencia de una gran obstrucción delante pueden ser detectadas por fuertes sonidos emitidos por ballenas barbadas.

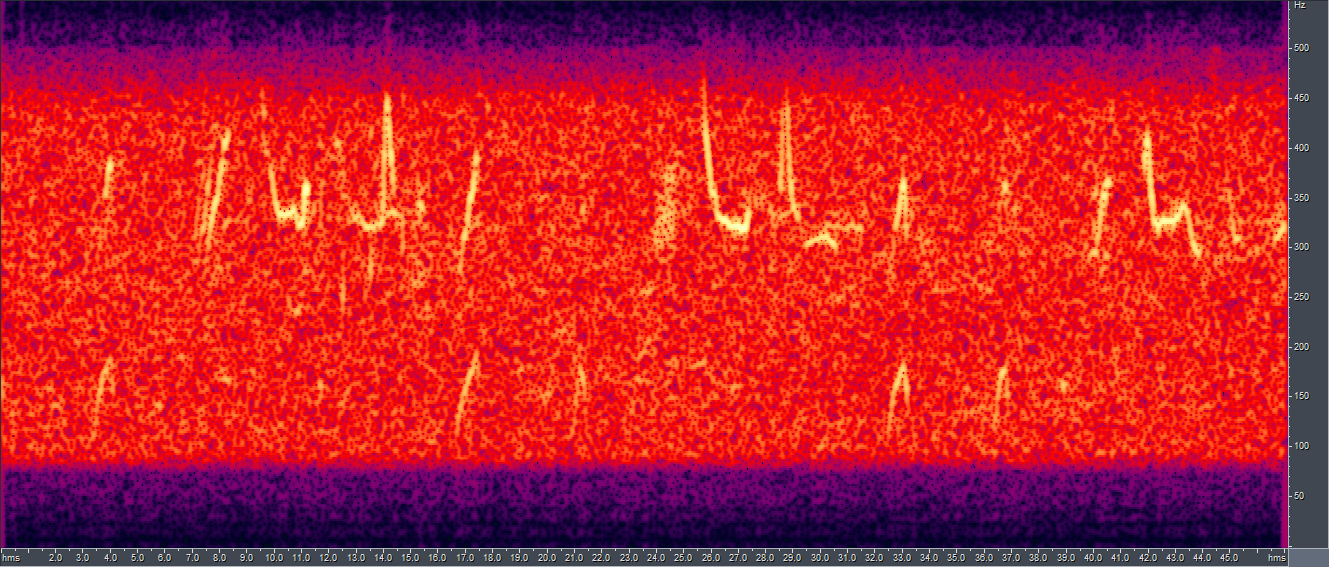
Espectrograma del canto de una ballena yubarta,
— Escuchar (Formato OGG, 57 kB)

Dos grupos de ballenas, la ballena yubarta y las subespecies de Ballena Azul que se pueden encontrar en el océano Índico, son conocidas por producir los sonidos repetitivos y de distintas frecuencias conocidos como el canto de ballena. El biólogo marino Philip Clapham describe este canto como "probablemente el canto más complejo en el reino animal" (Clapham, 1996).
Los machos de ballena yubarta interpretan estas vocalizaciones solo durante el periodo de celo, por lo que se cree que el propósito de este canto es ayudar al proceso de selección sexual. Si el canto es un comportamiento competitivo entre machos buscando a la misma compañera, una forma de definir territorio o bien si es un comportamiento de "flirteo" entre machos y hembras, no se sabe aún y es un tema actualmente en investigación.
El interés en el canto de las ballenas fue suscitado por los investigadores Roger Payne y Scott McVay, quienes lo analizaron en 1971. Los cantos siguen una estructura jerárquica distintiva. Las unidades básicas del canto (a menudo llamadas informalmente "notas") son emisiones de sonido individuales ininterrumpidas que duran unos pocos segundos. Estos sonidos varían su frecuencia entre los 20 Hz y los 10 kHz (el rango de audición típico humano va de los 20 Hz a los 20 kHz). Las unidades pueden ser de frecuencia modulada (esto es, el sonido puede subir, bajar o mantenerse igual durante la nota) o de amplitud modulada (pueden aumentar o disminuir su volumen).
Una colección de cuatro o seis unidades es conocida como subfrase, durando quizás unos diez segundos. Una colección de dos subfrases es una frase. Una ballena repetirá normalmente la misma frase una y otra vez entre dos y cuatro minutos. Esto es conocido como tema. Una canción es una colección de temas. La ballena repetirá la misma canción, que durará alrededor de veinte minutos, una y otra vez durante horas o incluso días. Esta jerarquía de sonidos, similar a una muñeca rusa, ha capturado la imaginación de los científicos.
Asimismo, cada canto de ballena evolucionará lentamente a través del tiempo. Por ejemplo, durante el transcurso de un mes, una unidad en particular que comenzaba como una "subida" (incrementando la frecuencia) puede aplanarse lentamente hasta convertirse en una nota constante. Otra unidad podría volverse continuadamente más fuerte. El ritmo de evolución del canto de una ballena también puede cambiar - un año la canción puede cambiar rápidamente, mientras que en otros años pueden registrarse solo pequeñas variaciones. 
Ballenas que ocupan áreas geográficas similares, tienden a cantar canciones similares, solo con pequeñas variaciones. Ballenas de regiones excluyentes cantan colecciones de unidades completamente distintas.

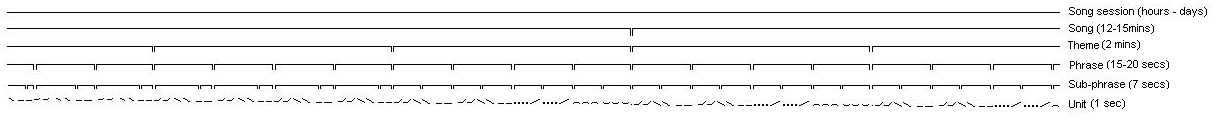
Esquema idealizado del canto de una ballena yubarta.
Redibujado a partir de Payne, et al. (1983)

Mientras la canción evoluciona, al parecer, los viejos patrones no son revisitados. Un análisis de 19 años de cantos de ballenas demostró que, mientras se pueden encontrar patrones generales en una canción, las mismas combinaciones nunca se repiten.
Las ballenas yubartas también pueden emitir sonidos individuales que no forman parte de una canción, particularmente durante rituales de cortejo. Por último, las yubartas emiten una tercera clase de sonidos, conocidos como llamado de alimentación. Este es un sonido largo (5-10 s de duración) de una frecuencia relativamente constante. Las yubartas suelen alimentarse cooperativamente, reuniéndose en grupos y nadando bajo cardúmenes de peces para luego arremeter verticalmente a través de los peces hasta salir del agua juntas. Antes de las arremetidas, las ballenas emiten el llamado de alimentación. El propósito exacto del llamado es desconocido, pero las investigaciones sugieren que los peces saben el significado. Cuando el sonido es reproducido, un grupo de arenques responde al sonido huyendo del llamado, incluso sin que haya ballenas presentes.

## Otros sonidos de las ballenas
La mayor parte de las ballenas barbadas emiten infrasonidos de entre 15 y 20 Hz. De todas formas, biólogos marinos del Woods Hole Oceanographic Institution reportaron en New Scientist de diciembre de 2004 que han estado siguiendo a una ballena en el Pacífico Norte durante 12 años, que "cantaba" a 55 Hz. Los científicos se muestran incapaces de explicar esta dramática diferencia de la norma; de todas formas, están seguros de que la ballena es barbada y es extremadamente poco probable que sea de una especie nueva, lo que sugiere que las especies conocidas pueden tener un rango vocal más amplio del que se pensaba.
La mayoría de las otras ballenas y los delfines producen sonidos de varios grados de complejidad. De interés particular es la beluga, que produce una inmensa variedad de silbidos, clicks y pulsos.
La mayor parte de las ballenas barbadas cantan en una banda de frecuencias entre 15 y 20 hercios. En un reportaje en la revista “New Scientist” se menciona, sin embargo, una ballena cuyo canto se conoce desde hace 12 años y que eligió una frecuencia de 52 Hz. La ballena nunca ha sido vista.

## Interacción con los humanos

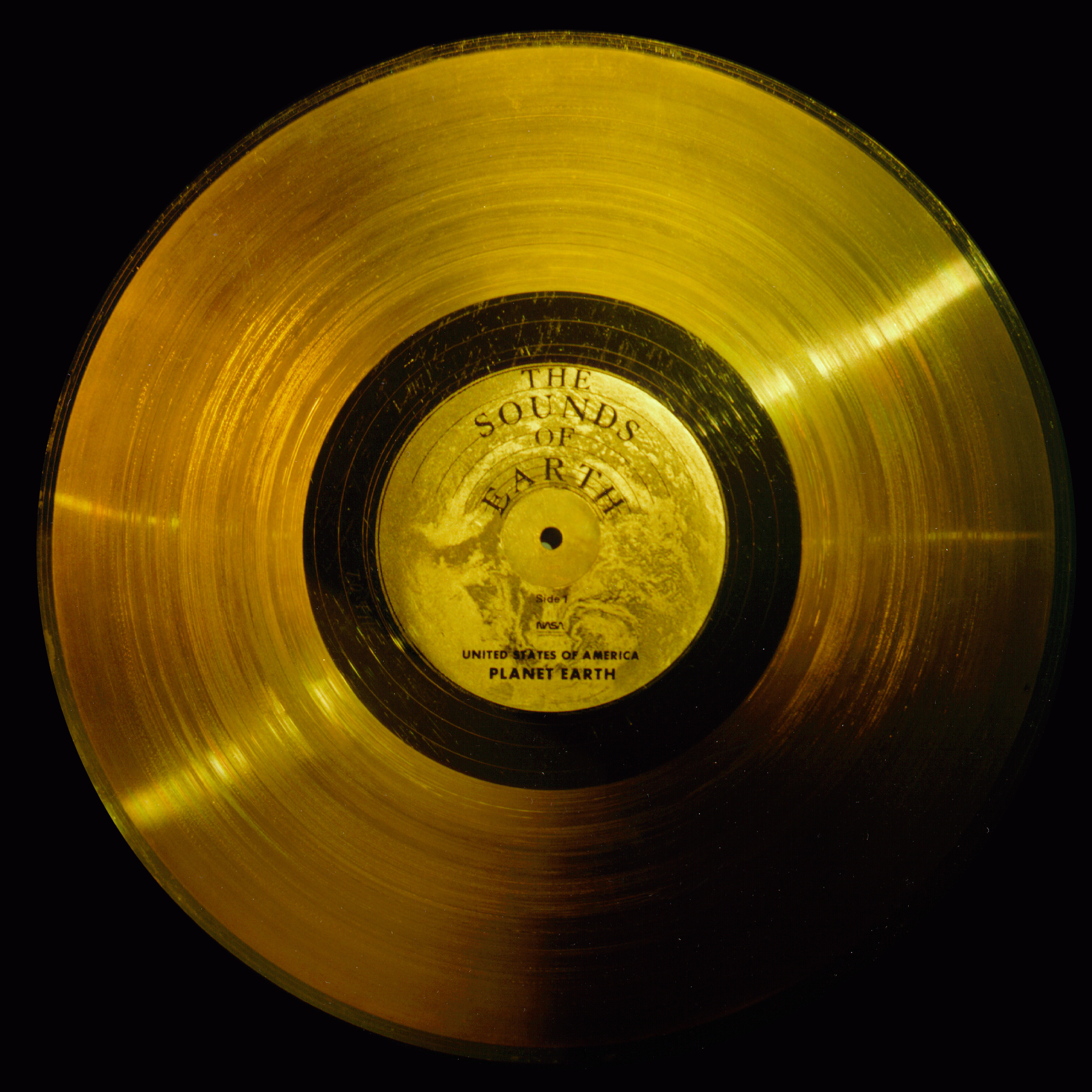
Sound of Earth (Sonidos de la Tierra) o más conocido como el disco de oro de las Voyager, llevaron el canto de ballenas al cosmos junto con otros sonidos representativos de nuestro planeta.

Los investigadores usan hidrófonos (a menudo adaptando los de uso militar de submarinos) para determinar la posición exacta del origen de dichos sonidos. Estos métodos también les permiten determinar de qué distancia a través del océano y a qué velocidad pueden llegar estos sonidos. Un estudio llevado a cabo por Christopher Clark, de la Universidad de Cornell, basado en treinta años de información recogida por fuentes militares, demostró que el sonido producido por las ballenas puede llegar a viajar hasta 3000 km a través del océano. Además de dar información sobre la producción de dicho sonido, estos datos permitieron a los investigadores seguir el camino migratorio de las ballenas durante la temporada de canto, es decir, el apareamiento.
C. Clark piensa que, antes de los ruidos introducidos por el humano, los sonidos podrían haber viajado de un extremo del océano al otro. Su investigación determina que el ruido ambiental producido por las embarcaciones se duplica cada década. Esto conlleva una reducción del rango o espacio en el que las ballenas pueden ser oídas. Aquellos que creen que estos cantos son de una importancia significativa para el bienestar de la población de ballenas están especialmente preocupados por este incremento del ruido ambiental. Otras investigaciones han demostrado que el incremento del tráfico marítimo en aguas como, por ejemplo, las de Vancouver, ha hecho que algunas orcas cambien la frecuencia e incrementen la amplitud de sus sonidos, en un aparente intento de hacerse oír.[cita requerida] Muchos ecologistas temen que semejante actividad naval esté poniendo bajo demasiado estrés a los animales y dificultando el apareamiento.

## Discografía seleccionada
- Songs of the Humpback Whale (SWR 118), originalmente publicado en 1970 por CRM Records a partir de las grabaciones hechas por Roger Payne, Frank Watlington y otros.  El LP fue relanzado posteriormente por Capitol Records, publicado en un formato flexible en la revista National Geographic Society, Volumen 155, Número 1, en enero de 1979 y relanzado en CD por BGO-Beat Goes On en 2001.
- Deep Voices: The Second Whale Record (Capitol Records ST-11598) fue publicado en formato LP en 1977 a partir de las grabaciones adicionales realizadas por Roger Payne, y relanzado en CD en 1995 por Living Music. Incluye grabaciones de ballenas jorobadas, azules y francas.
- Northern Whales (MGE 19) fue publicado por Music Gallery Editions a partir de grabaciones de Pierre Ouellet, John Ford, y otros afiliados a la Interspecies Music and Communication Research.  Incluye grabaciones de belugas, narvales, orcas, y focas barbudas.
- Sounds of the Earth: Humpback Whales (Oreade Music), publicado en CD en 1999.
- Rapture of the Deep: Humpback Whale Singing (Compass Recordings), publicado en CD en 2001.